# Jan Prosper Załuski
Jan Prosper Załuski herbu Junosza (ur. ok. 1700, zabity 5 lipca 1745 w Sanoku) – urzędnik I Rzeczypospolitej.
Był panem na Załuskach, Gostkowie, Lasku, Jasienicy, Jabłonicy.
Starosta zawichostski od 19 lipca 1715, kuchmistrz wielki litewski od 8 maja 1735, starosta chęciński od 11 czerwca 1740. 
Poseł na sejm 1730 roku z województwa sieradzkiego. Elektor Stanisława Leszczyńskiego w 1733. W 1744 odznaczony Orderem Orła Białego.
Poślubił Wiktorię Ludwikę Rozalię (zm. 1775, córka Ludwika Szołdrskiego).